# كوامي كاريكاري
كوامي كاريكاري (بالإنجليزية: Kwame Karikari)‏ (مواليد 21 يناير 1992 في غانا لاعب كرة قدم غاني.
لعب سابقاً في نادي المرخية القطري و النادي العربي القطري ونادي العروبة الاماراتي .

## روابط خارجية
- كوامي كاريكاري على موقع الاتحاد الأوربي (الإنجليزية)
- كوامي كاريكاري على موقع اتحاد السويد (السويدية)
- كوامي كاريكاري على موقع اتحاد تركيا (لاعب) (الإنجليزية)
- كوامي كاريكاري على موقع قاعدة بيانات كرة القدم.إي يو (الإنجليزية)
- كوامي كاريكاري على موقع Soccerway.com (الإنجليزية)
- كوامي كاريكاري على موقع عالم كرة القدم.نت (الإنجليزية)
- كوامي كاريكاري على موقع AS.com (الإسبانية)